# アゴスティーノ・マズッチ
アゴスティーノ・マズッチ（Agostino Masucci、1690年8月29日 - 1768年10月19日）は、イタリアの画家である。教会の装飾画や肖像画を描いた。

## 略歴
ローマで生まれた。ローマの画家、アンドレア・プロカッチーニ（Andrea Procaccini: 1671-1734）の弟子になった後、20歳の少し前から、カルロ・マラッタ（1625-1713）の工房で働いた。グイド・レーニ（1575-1642）らから始まるラファエロ風の古典主義的な画風を取り入れた代表的な画家になった。、
1721年に新教皇となったインノケンティウス13世 の肖像画を描き、1724年に教皇になったベネディクトゥス13世や1730年に教皇になったクレメンス12世の肖像画も描いた。パトロンにはパルマ公で後のスペイン国王カルロス3世の母親のエリザベッタ・ファルネーゼがいた。1724年にローマのアカデミア・ディ・サン・ルカの会員となり、1736年から1738年の間はアカデミーの会長を務めた。
Chiesa di San Francesco di PaolaやChiesa di San Marcello al Corso、Basilica di Santa Maria del Popoloといったローマの教会のために宗教画を描いた。
マズッチが教えた学生には、ポンペオ・バトーニ（1708-1787）やゲイヴィン・ハミルトン（1723-1798）、ヨハン・ゾファニー（1733–1810）がいる。
ローマで没した。息子のロレンツォ・マズッチ（Lorenzo Masucci: 1726–1785）も画家になった。 

## 作品

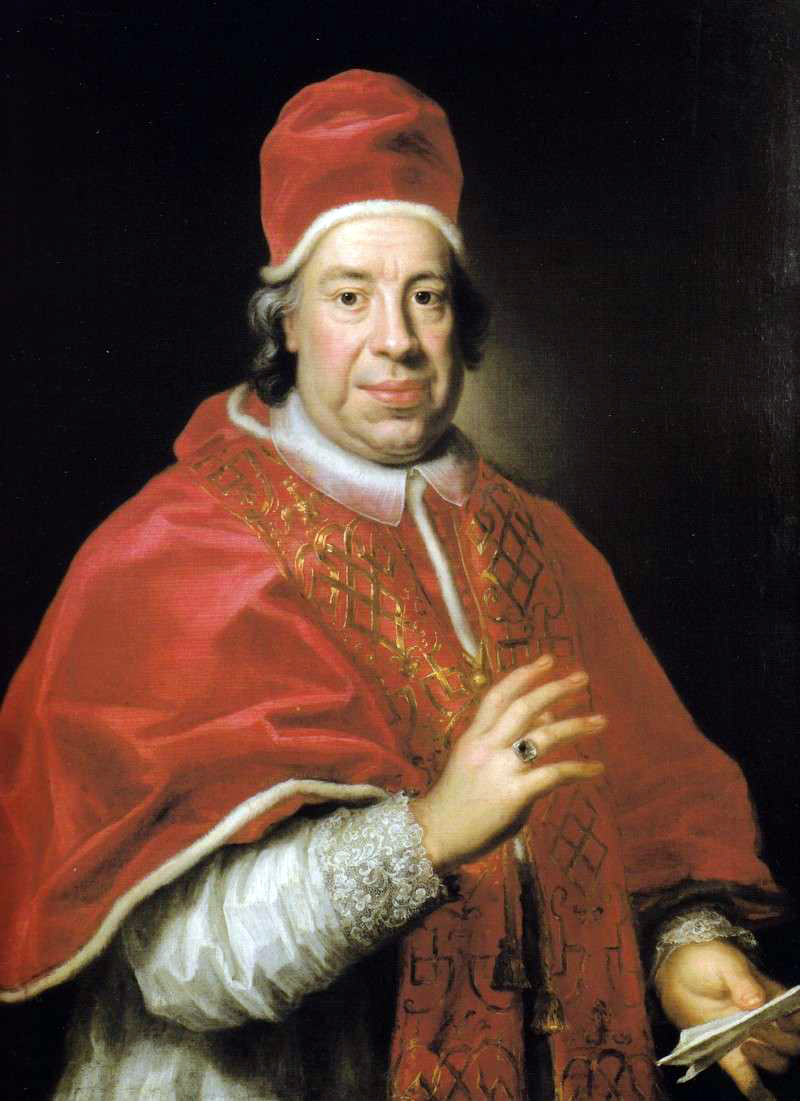
インノケンティウス13世 (ローマ教皇)
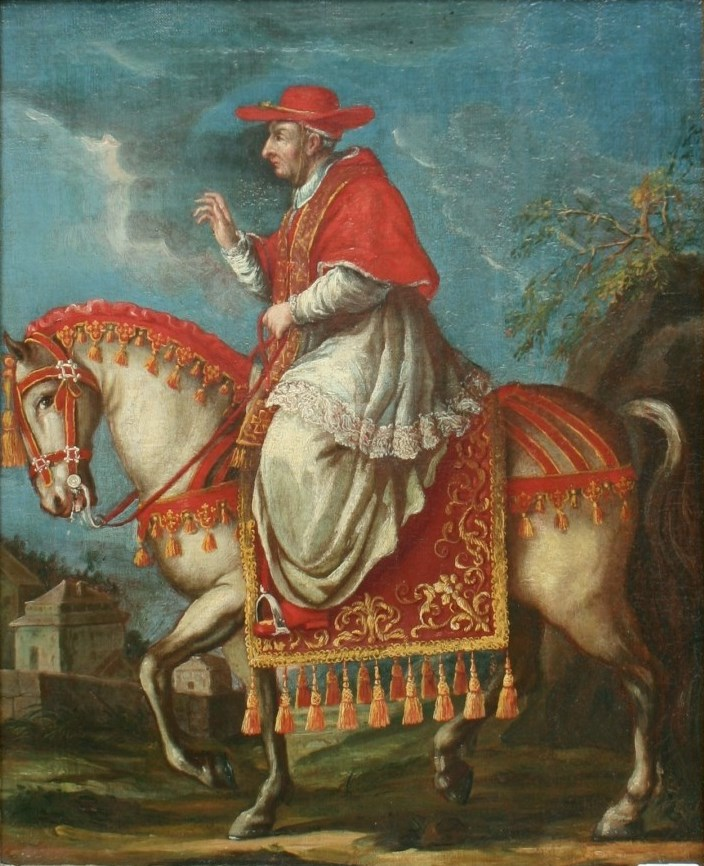
ベネディクトゥス13世 (ローマ教皇)
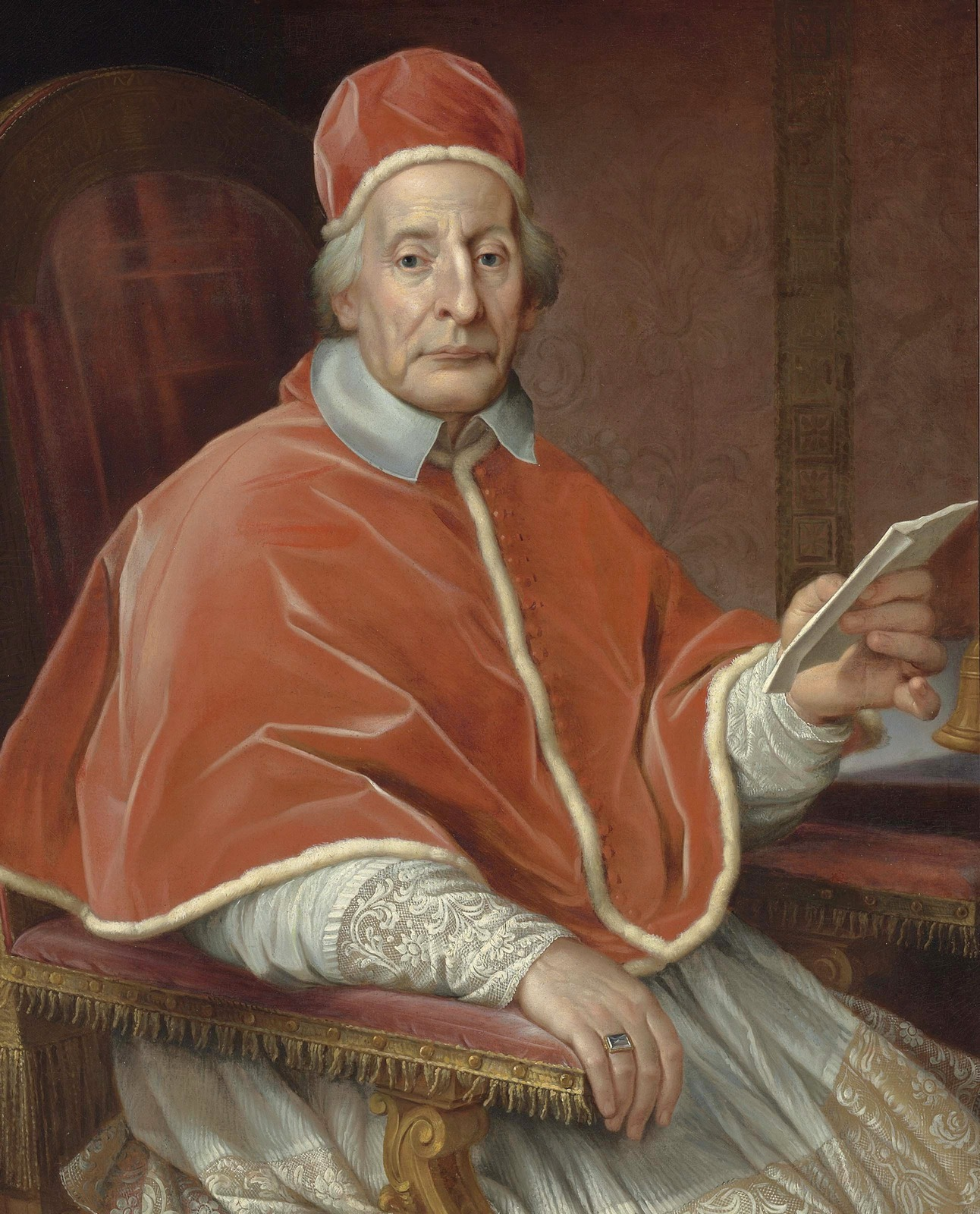
クレメンス12世 (ローマ教皇) 、個人蔵
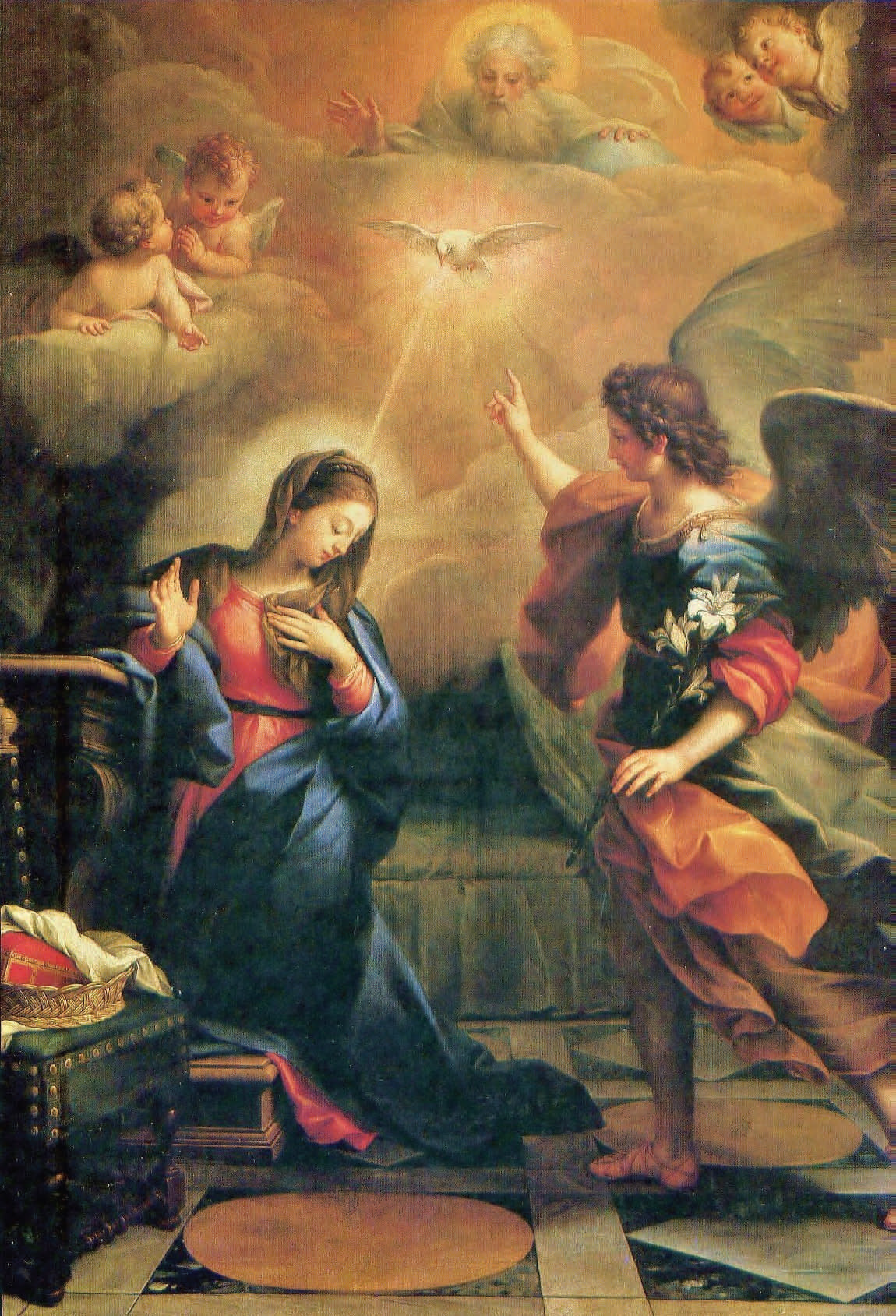
受胎告知 (1742)